# 王佳骏
王佳骏（1991年8月6日—）是中华人民共和国一名男演员，在话剧、音乐剧、电影和电视剧方面均有作品面世。他出生于江苏省徐州市，目前工作于北京人民艺术剧院。

## 早年生活
王佳骏1991年8月6日出生于江苏省徐州市，2010年考入中央戏剧学院表演系， 毕业后进入北京人民艺术剧院。

## 演出作品

### 音乐剧
- 《国之歌》（2014年）－饰：聂耳 ※主角[6]

### 电视剧
- 《美丽谎言》（2014年）－饰：孙子凡[7]

- 《一路繁花相送》（2018年）－饰：路非（少年）[8][9]